# Piotr Zaremba (biblista)
Piotr Zaremba (ur. 14 marca 1959 w Szczecinie) – biblista, wykładowca akademicki, tłumacz z języków hebrajskiego i greckiego oraz autor przekładu Pisma Świętego Starego i Nowego Przymierza, wykładowca w Wyższym Baptystycznym Seminarium Teologicznym w Warszawie, pastor Wspólnoty Kościoła K5N w Poznaniu.

## Wykształcenie
- doktor językoznawstwa hebrajskiego (Uniwersytet Adama Mickiewicza w Poznaniu)
- magister teologii ewangelickiej (Chrześcijańska Akademia Teologiczna w Warszawie)
- magister inżynier budownictwa lądowego (Politechnika Szczecińska)

## Działalność
Po chrzcie w 1976 r. przez 7 lat opiekował się młodzieżą w ramach wspólnoty baptystów w Szczecinie, a następnie, przez 4 lata, służył w Warszawie jako przewodniczący Komisji Młodzieżowej przy Radzie Naczelnej Polskiego Kościoła Chrześcijan Baptystów, jednocześnie studiując teologię i współredagując Magazyn Młodzieżowy Puls (dodatek do miesięcznika Słowo Prawdy).
Od 1989 r. sprawował służbę w Poznaniu. Założył lub uczestniczył w powstaniu ośmiu wspólnot w Poznaniu oraz jednej w Gnieźnie. Jesienią 2002 r. z jego inicjatywy powstał Kościół 5N, którego do dziś jest pastorem.

## Tłumaczenia

### Biblia
W ramach Ewangelicznego Instytutu Biblijnego, wraz z grupą współpracowników, pracuje nad przekładem Pisma Świętego z języków greckiego i hebrajskiego. W 2016 r. ukazała się drukiem Biblia, to jest Pismo Święte Starego i Nowego Przymierza w przykładzie literackim, a w 2018 r., w formie elektronicznej dwa wydania dzieła o tym samym tytule w przekładzie dosłownym, opatrzonym ok. 20.000 komentarzami (głównie natury tekstowej i lingwistycznej).
Wcześniejszy przekład Pisma Świętego firmowany przez EIB ukazywał się (i nadal ukazuje się) w wydaniach cząstkowych (poszczególne Ewangelie, Nowe Przymierze, Nowe Przymierze i Psalmy). W całości użyty w "FireBible, Biblia dla charyzmatyków".

### Inne dzieła
- Charles C. Ryrie, Podstawy teologii
- James D. Kennedy, Eksplozja ewangelizacji
- Arthur Willis, W Ślady Mistrza
- Bob Webster, Dynamika Kościoła
- Dogmatyka, (oprac. Biblical Education by Extension)
- Raymond Franz,  Kryzys sumienia
- Al Fasol, Podstawy zwiastowania Słowa Bożego

## Życie prywatne
Piotr Zaremba mieszka w Poznaniu. Z żoną Krystyną, lekarką i nauczycielką języka niemieckiego, wychowali troje dzieci.